# Richard Hugo
Pour les articles homonymes, voir Hugo.
Richard Hugo, né le 21 décembre 1923 à White Center dans l'État de Washington et décédé à Seattle le 22 octobre 1982, est un poète américain et l'un des pionniers du groupe surnommé les Écrivains du Montana.

## Biographie
Né à White Center, dans l’État de Washington, le 21 décembre 1923, Richard Hogan (son nom d’origine) est d’abord élevé par sa mère, puis en 1942 change son nom en Richard Hugo pour prendre le nom de famille de son beau-père. Pendant la seconde guerre mondiale, il sert dans l’aviation. Démobilisé en 1945, il reprend ses études et obtient en 1952 son diplôme de « creative writing » de l’université de Washington. La même année, il commence à travailler comme rédacteur technique chez Boeing.
Son premier recueil de poèmes, A Run of Jacks (inédit en français), est publié en 1961. Peu après, il commence à enseigner à l’université du Montana. Il compte alors parmi ses étudiants James Welch, James Crumley et William Kittredge. Il publie ensuite cinq autres recueils de poésie, un ouvrage autobiographique (The Real West Marginal Way) et un roman policier, La mort et la belle vie (Death and the Good Life); cet ouvrage rate de peu le prix Pulitzer. Il meurt d’une leucémie, le 22 octobre 1982. Son dernier roman inachevé, The Saltese Falcon, est publié en France en 2004 sous le titre Si tu meurs à Milltown accompagné de poèmes et d'essais critiques de l'auteur.
Un vrai poète est celui qui vit les poèmes, qui est tellement habité par le monde imaginaire et le besoin d'écrire que cela guide aussi sûrement sa vie que les étoiles guidaient le vieux marin, Richard Hugo par James Welch.

## Œuvre
- A Run of Jacks (1961)
- Death of the Kapowsin Tavern (1965)
- Good Luck in Cracked Italian (1969)
- The Lady in Kicking Horse Reservoir (1973)
- What Thou Lovest Well, Remains American (1975)
- 31 Letters and 13 Dreams (1977)
- The Triggering Town: Lectures and Essays on Poetry and Writing (1979)
- Selected Poems (1979)
- The Right Madness on Skye (1980)
- White Center (1980)
- Death and the Good Life (1981) Publié en français sous le titre Meurtres cousus d'or, Paris, Gallimard, Série noire no 1851, 1981, traduction de Madeleine Charvet. Publié en français dans une nouvelle traduction sous le titre La Mort et la Belle Vie, Paris, Albin Michel, 1997, réédition 10/18, Domaine étranger, 1999, traduction de Michel Lederer.
- The Real West Marginal Way: a Poet's Autobiography (1986)
- Making Certain it Goes On : The Collected Poems of Richard Hugo (1984)
- The Saltese Falcon Roman inachevé publié en français sous le titre Si tu meurs à Milltown, Paris, Albin Michel, coll. Terres d'Amérique, 2004.

## Adaptations
Son ouvrage Death and the Good life (1981) a inspiré la série française Alex Hugo, diffusée sur la chaîne France 2 depuis le 19 mars 2014 , et sur France 3 depuis le 21 septembre 2021.

## Sources
- Les Auteurs de la Série Noire, 1945-1995, collection Temps noir, Joseph K., 1996, (avec Claude Mesplède), p. 243-244.
- Claude Mesplède et Jean-Jacques Schleret, SN, voyage au bout de la Noire : inventaire de 732 auteurs et de leurs œuvres publiés en séries Noire et Blème : suivi d'une filmographie complète, Paris, Futuropolis, 1982 (OCLC 11972030), p. 198-199-200

## Crédit d'auteurs
- (en) Cet article est partiellement ou en totalité issu de l’article de Wikipédia en anglais intitulé « Richard Hugo » (voir la liste des auteurs).